# Morti nel 2020/Marzo
| Questa pagina contiene informazioni ricavate automaticamente dalle voci biografiche con l'ausilio del template Bio e di un bot. L'aggiornamento è periodico e automatico e ricostruisce completamente la pagina. Se manca una persona in questa lista, sei pregato di non aggiungerla, ma accertati piuttosto che la sua voce biografica contenga il template Bio e che i dati anagrafici siano correttamente compilati. Se il template Bio manca, inseriscilo tu stesso o, in alternativa, metti l'avviso {{tmp\|Bio}} che ne segnala la mancanza. Se i dati riportati sono sbagliati, correggi direttamente la voce biografica; le modifiche saranno visibili in questa lista entro pochi giorni. Per chiarimenti vedi il progetto biografie. La lista contiene solo le 259 persone che sono citate nell'enciclopedia e per le quali è stato implementato correttamente il template Bio. Pagina aggiornata al 18 lug 2025. |

- 1º marzo - Ernesto Cardenal, poeta, presbitero e teologo nicaraguense (n. 1925)
- 1º marzo - Stefan Lindqvist, calciatore svedese (n. 1967)
- 1º marzo - Jack Welch, dirigente d'azienda statunitense (n. 1935)
- 2 marzo - Viktor Josef Dammertz, vescovo cattolico tedesco (n. 1929)
- 2 marzo - Jesús Gatell, slittinista spagnolo (n. 1943)
- 2 marzo - Ulay, artista e fotografo tedesco (n. 1943)
- 2 marzo - James Lipton, attore, produttore televisivo e autore televisivo statunitense (n. 1926)
- 2 marzo - Barbara Neely, scrittrice statunitense (n. 1941)
- 2 marzo - Seo Gyeong-hwa, cestista e allenatrice di pallacanestro sudcoreana (n. 1968)
- 2 marzo - Bruno Solaroli, politico italiano (n. 1939)
- 3 marzo - Tecla Famiglietti, religiosa italiana (n. 1936)
- 3 marzo - Stanisław Kania, politico polacco (n. 1927)
- 3 marzo - Jörg Luther, giurista tedesco (n. 1959)
- 3 marzo - Nicolas Portal, ciclista su strada e dirigente sportivo francese (n. 1979)
- 3 marzo - Roberto Sorrentino, ingegnere italiano (n. 1947)
- 4 marzo - Adelaide Chiozzo, cantante, attrice e fisarmonicista brasiliana (n. 1931)
- 4 marzo - Amo Houghton, politico statunitense (n. 1926)
- 4 marzo - Javier Pérez de Cuéllar, politico e diplomatico peruviano (n. 1920)
- 4 marzo - Robert Šavlakadze, altista sovietico (n. 1933)
- 4 marzo - Valesca Tanganelli, supercentenaria italiana (n. 1907)
- 5 marzo - Stephaun Adams, cestista americo-verginiano (n. 1996)
- 5 marzo - Stanislav Bogdanovič, scacchista ucraino (n. 1993)
- 5 marzo - Emilio Caprile, calciatore italiano (n. 1928)
- 5 marzo - André Chéret, fumettista francese (n. 1937)
- 5 marzo - Susanna Majuri, fotografa finlandese (n. 1978)
- 5 marzo - Levan Moseshvili, cestista sovietico (n. 1940)
- 5 marzo - Antonio Permunian, calciatore svizzero (n. 1930)
- 5 marzo - Jeff Taylor, cestista statunitense (n. 1960)
- 6 marzo - McCoy Tyner, pianista e compositore statunitense (n. 1938)
- 6 marzo - Magdaleno Mercado, calciatore messicano (n. 1944)
- 6 marzo - David Paul, attore statunitense (n. 1957)
- 6 marzo - Henri Richard, hockeista su ghiaccio canadese (n. 1936)
- 6 marzo - Elinor Ross, soprano statunitense (n. 1926)
- 6 marzo - Peter David Gregory Smith, arcivescovo cattolico britannico (n. 1943)
- 7 marzo - Giovanna Cau, avvocata italiana (n. 1923)
- 7 marzo - Mart Crowley, drammaturgo, sceneggiatore e produttore televisivo statunitense (n. 1935)
- 7 marzo - Emidio Ferlatti, calciatore italiano (n. 1933)
- 7 marzo - Suor Germana, religiosa e scrittrice italiana (n. 1938)
- 7 marzo - Jair Marinho, calciatore brasiliano (n. 1936)
- 7 marzo - Karri Käyhkö, nuotatrice finlandese (n. 1937)
- 7 marzo - Jean-Michel Matz, storico francese (n. 1963)
- 7 marzo - Fatemeh Rahbar, politica iraniana (n. 1964)
- 7 marzo - Marcel Roethlisberger, storico dell'arte svizzero (n. 1929)
- 7 marzo - Livio Tamberi, politico e dirigente d'azienda italiano (n. 1939)
- 7 marzo - Fulvio Ventura, fotografo italiano (n. 1941)
- 7 marzo - Matthew Watkins, rugbista a 15 britannico (n. 1978)
- 8 marzo - Bruno Armando, attore e traduttore italiano (n. 1952)
- 8 marzo - Yukimitsu Kanō, judoka e dirigente sportivo giapponese (n. 1932)
- 8 marzo - Massimo Marchignoli, politico italiano (n. 1958)
- 8 marzo - Max von Sydow, attore svedese (n. 1929)
- 8 marzo - Anders Åberg, attore svedese (n. 1948)
- 9 marzo - Anton Coppola, compositore e direttore d'orchestra statunitense (n. 1917)
- 9 marzo - Italo De Zan, ciclista su strada italiano (n. 1925)
- 9 marzo - Richard K. Guy, matematico e compositore di scacchi britannico (n. 1916)
- 9 marzo - José Jiménez Lozano, scrittore e poeta spagnolo (n. 1930)
- 9 marzo - Keith Olsen, produttore discografico statunitense (n. 1945)
- 9 marzo - Luigi Stradella, pittore italiano (n. 1929)
- 10 marzo - Alessandro Criscuolo, magistrato italiano (n. 1937)
- 10 marzo - Davide David, sciatore alpino e allenatore di sci alpino italiano (n. 1929)
- 10 marzo - Giuliano Geleng, pittore italiano (n. 1949)
- 10 marzo - Frank-Otto Schenk, attore, doppiatore e direttore del doppiaggio tedesco (n. 1943)
- 11 marzo - Didier Bezace, attore francese (n. 1946)
- 11 marzo - Stefano Bianco, pilota motociclistico italiano (n. 1985)
- 11 marzo - Vincenzo Cambi, medico italiano (n. 1937)
- 11 marzo - József Gyuricza, schermidore ungherese (n. 1934)
- 11 marzo - Javier Hervada, giurista spagnolo (n. 1934)
- 11 marzo - Bruno Longhi, clarinettista e sassofonista italiano (n. 1936)
- 11 marzo - Michel Roux, cuoco francese (n. 1941)
- 11 marzo - Del Shofner, giocatore di football americano statunitense (n. 1934)
- 11 marzo - Roberto Stella, medico italiano (n. 1952)
- 11 marzo - Charles Wuorinen, compositore statunitense (n. 1938)
- 12 marzo - Aventino Frau, politico italiano (n. 1939)
- 12 marzo - Juha Harjula, cestista finlandese (n. 1942)
- 12 marzo - Wolfgang Hofmann, judoka tedesco (n. 1941)
- 12 marzo - Tonie Marshall, attrice, sceneggiatrice e regista francese (n. 1951)
- 12 marzo - Giovanni Battista Rabino, politico e sindacalista italiano (n. 1931)
- 12 marzo - Domenico Romano Carratelli, avvocato e politico italiano (n. 1941)
- 13 marzo - Cassio Morosetti, fumettista italiano (n. 1922)
- 13 marzo - Nasser Shabani, generale iraniano (n. 1957)
- 13 marzo - Maria Francesca Tiepolo, archivista italiana (n. 1925)
- 13 marzo - Dana Zátopková, giavellottista cecoslovacca (n. 1922)
- 14 marzo - Gustavo Bebianno, politico e avvocato brasiliano (n. 1964)
- 14 marzo - René Follet, fumettista belga (n. 1931)
- 14 marzo - Giancarlo Ghironzi, politico e medico sammarinese (n. 1932)
- 14 marzo - Genesis P-Orridge, cantante e musicista britannico (n. 1950)
- 14 marzo - Renato Pelizzoni, ciclista su strada italiano (n. 1936)
- 14 marzo - Phil Phillips, cantante statunitense (n. 1926)
- 14 marzo - Chris Reed, danzatore su ghiaccio giapponese (n. 1989)
- 14 marzo - Piero Schlesinger, giurista e banchiere italiano (n. 1930)
- 15 marzo - Mohammad Ami-Tehrani, sollevatore iraniano (n. 1935)
- 15 marzo - Sergio Bassi, cantautore italiano (n. 1949)
- 15 marzo - Suzy Delair, attrice francese (n. 1917)
- 15 marzo - Elio Ghelfi, allenatore di pugilato italiano (n. 1937)
- 15 marzo - Vittorio Gregotti, architetto, urbanista e teorico dell'architettura italiano (n. 1927)
- 15 marzo - Amedeo Guarnieri, sceneggiatore italiano (n. 1976)
- 15 marzo - Richard Hanna, politico statunitense (n. 1951)
- 15 marzo - Roy Hudd, attore e comico britannico (n. 1936)
- 15 marzo - Attilio Lentati, dirigente d'azienda italiano (n. 1937)
- 16 marzo - Nicolas Alfonsi, politico francese (n. 1936)
- 16 marzo - Francesco Saverio Pavone, magistrato italiano (n. 1944)
- 16 marzo - Stuart Whitman, attore statunitense (n. 1928)
- 17 marzo - Vittoria Bogo Deledda, politica italiana (n. 1967)
- 17 marzo - Gerald Freedman, regista teatrale, paroliere e librettista statunitense (n. 1927)
- 17 marzo - Roger Mayweather, pugile statunitense (n. 1961)
- 17 marzo - Manuel Serifo Nhamadjo, politico guineense (n. 1958)
- 17 marzo - Güney Ülmen, cestista turco (n. 1930)
- 17 marzo - Ėduard Limonov, scrittore e politico russo (n. 1943)
- 17 marzo - Juan de Dios Vial Correa, medico cileno (n. 1925)
- 17 marzo - Lyle Waggoner, attore statunitense (n. 1935)
- 17 marzo - Betty Williams, attivista britannica (n. 1943)
- 18 marzo - Luciano Federici, calciatore italiano (n. 1938)
- 18 marzo - Joaquín Peiró, calciatore e allenatore di calcio spagnolo (n. 1936)
- 18 marzo - Sérgio Trindade, ingegnere brasiliano (n. 1940)
- 18 marzo - Alfred Worden, astronauta statunitense (n. 1932)
- 19 marzo - Román Arámbula, fumettista, illustratore e animatore messicano (n. 1936)
- 19 marzo - Rino Bolognesi, doppiatore e direttore del doppiaggio italiano (n. 1932)
- 19 marzo - Enrico Decleva, storico italiano (n. 1941)
- 19 marzo - Innocenzo Donina, calciatore italiano (n. 1950)
- 19 marzo - Antonio Michele Stanca, genetista italiano (n. 1942)
- 19 marzo - Peter Whittingham, calciatore inglese (n. 1984)
- 19 marzo - Nazzareno Zamperla, stuntman e attore italiano (n. 1937)
- 20 marzo - Susham Bedi, scrittrice indiana (n. 1945)
- 20 marzo - Amadeo Carrizo, calciatore e allenatore di calcio argentino (n. 1926)
- 20 marzo - Allah Ditta, astista pakistano (n. 1932)
- 20 marzo - Franco Fontanot, calciatore italiano (n. 1935)
- 20 marzo - Pradip Kumar Banerjee, allenatore di calcio e calciatore indiano (n. 1936)
- 20 marzo - Marino Quaresimin, politico e sindacalista italiano (n. 1937)
- 20 marzo - Kenny Rogers, cantante, fotografo e attore statunitense (n. 1938)
- 20 marzo - Giovanni Romanini, fumettista italiano (n. 1945)
- 20 marzo - Borislav Stanković, cestista, allenatore di pallacanestro e dirigente sportivo jugoslavo (n. 1925)
- 20 marzo - Tarcisio Stramare, presbitero, teologo e scrittore italiano (n. 1928)
- 20 marzo - Gino Volpe, cantautore italiano (n. 1943)
- 20 marzo - Edi Ziegler, ciclista su strada tedesco (n. 1930)
- 21 marzo - Rosario Alessandrello, ingegnere e dirigente d'azienda italiano (n. 1931)
- 21 marzo - Aileen Baviera, politologa e sinologa filippina (n. 1959)
- 21 marzo - Tonino Conte, regista italiano (n. 1935)
- 21 marzo - Gianni Mura, giornalista e scrittore italiano (n. 1945)
- 21 marzo - Jacques Oudin, politico francese (n. 1939)
- 21 marzo - Jean-Jacques Razafindranazy, medico malgascio (n. 1952)
- 21 marzo - Lorenzo Sanz, imprenditore e dirigente sportivo spagnolo (n. 1943)
- 21 marzo - Leroy Wright, cestista e allenatore di pallacanestro statunitense (n. 1938)
- 22 marzo - Alberto Arbasino, scrittore, giornalista e poeta italiano (n. 1930)
- 22 marzo - Giovanni Blandino, scultore e pittore italiano (n. 1938)
- 22 marzo - Petru Bogatu, giornalista e scrittore moldavo (n. 1951)
- 22 marzo - Gene Brown, cestista statunitense (n. 1935)
- 22 marzo - Branko Cikatić, kickboxer, thaiboxer e artista marziale misto croato (n. 1955)
- 22 marzo - Gabi Delgado, cantante spagnolo (n. 1958)
- 22 marzo - Julie Felix, cantautrice e chitarrista statunitense (n. 1938)
- 22 marzo - Pietro Gambolato, politico italiano (n. 1931)
- 22 marzo - Pino Grimaldi, designer e fotografo italiano (n. 1948)
- 22 marzo - Máximo Hernández, allenatore di calcio, dirigente sportivo e calciatore spagnolo (n. 1945)
- 22 marzo - Eliano Pessa, fisico italiano (n. 1946)
- 22 marzo - Daniel Edward Pilarczyk, arcivescovo cattolico statunitense (n. 1934)
- 22 marzo - Pasquale Russo Maresca, pittore italiano (n. 1968)
- 23 marzo - Lucia Bosè, attrice italiana (n. 1931)
- 23 marzo - Carlo Casini, magistrato e politico italiano (n. 1935)
- 23 marzo - Alfio Contini, direttore della fotografia italiano (n. 1927)
- 23 marzo - Nora Illi, predicatrice, attivista e blogger svizzera (n. 1984)
- 23 marzo - Luigi Pallaro, politico italiano (n. 1926)
- 23 marzo - Silvano Pravisano, calciatore italiano (n. 1925)
- 23 marzo - Lucien Sève, filosofo, attivista e insegnante francese (n. 1926)
- 24 marzo - Lorenzo Acquarone, avvocato, giurista e politico italiano (n. 1931)
- 24 marzo - Joe Amoruso, pianista italiano (n. 1960)
- 24 marzo - Jorge Antequera, arbitro di calcio boliviano (n. 1944)
- 24 marzo - Hamilton Bohannon, batterista, compositore e produttore discografico statunitense (n. 1942)
- 24 marzo - Liana Bortolon, critica d'arte e giornalista italiana (n. 1923)
- 24 marzo - Pierluigi Consonni, calciatore italiano (n. 1949)
- 24 marzo - Giuseppe Covre, politico italiano (n. 1950)
- 24 marzo - Detto Mariano, compositore, arrangiatore e paroliere italiano (n. 1937)
- 24 marzo - Manu Dibango, compositore, polistrumentista e cantante camerunese (n. 1933)
- 24 marzo - John Eriksson, calciatore e allenatore di calcio svedese (n. 1929)
- 24 marzo - Stuart Gordon, regista, sceneggiatore e produttore cinematografico statunitense (n. 1947)
- 24 marzo - Donatien Laurent, linguista e etnomusicologo francese (n. 1935)
- 24 marzo - Terrence McNally, drammaturgo, librettista e sceneggiatore statunitense (n. 1938)
- 24 marzo - Bill Rieflin, batterista e tastierista statunitense (n. 1960)
- 24 marzo - Tony Rutter, pilota motociclistico britannico (n. 1941)
- 24 marzo - Gerard Schurmann, compositore e direttore d'orchestra olandese (n. 1924)
- 24 marzo - Albert Uderzo, fumettista francese (n. 1927)
- 24 marzo - Lillo Venezia, giornalista italiano (n. 1950)
- 25 marzo - Danilo Barozzi, ciclista su strada italiano (n. 1927)
- 25 marzo - Jennifer Bate, organista britannica (n. 1944)
- 25 marzo - Mark Blum, attore statunitense (n. 1950)
- 25 marzo - Floyd Cardoz, cuoco, imprenditore e personaggio televisivo indiano (n. 1960)
- 25 marzo - John Davies, nuotatore australiano (n. 1929)
- 25 marzo - John DeBrito, calciatore statunitense (n. 1968)
- 25 marzo - Martinho Lutero Galati, direttore di coro e musicista brasiliano (n. 1953)
- 25 marzo - Inna Makarova, attrice sovietica (n. 1926)
- 25 marzo - Angelo Moreschi, vescovo cattolico e missionario italiano (n. 1952)
- 25 marzo - Nimmi, attrice indiana (n. 1933)
- 25 marzo - Ignacio Trelles, calciatore e allenatore di calcio messicano (n. 1916)
- 26 marzo - Roger Baens, ciclista su strada belga (n. 1933)
- 26 marzo - Michel Hidalgo, allenatore di calcio e calciatore francese (n. 1933)
- 26 marzo - Naomi Munakata, direttrice di coro giapponese (n. 1955)
- 26 marzo - Curly Neal, cestista e attore statunitense (n. 1942)
- 26 marzo - Arnaldo Peternazzi, presbitero, missionario e scrittore italiano (n. 1934)
- 26 marzo - Luigi Roni, basso italiano (n. 1942)
- 26 marzo - Freddie Smith, calciatore inglese (n. 1942)
- 26 marzo - Mekia Valentine, cestista statunitense (n. 1988)
- 26 marzo - Maria Teresa di Borbone-Parma, attivista (n. 1933)
- 27 marzo - Mario Benedetti, poeta italiano (n. 1955)
- 27 marzo - Brian Blume, editore e autore di giochi statunitense (n. 1950)
- 27 marzo - Mirna Doris, cantante italiana (n. 1940)
- 27 marzo - Simone Fubini, dirigente d'azienda e imprenditore italiano (n. 1930)
- 27 marzo - Daniel Gevargiz, sollevatore iraniano (n. 1940)
- 27 marzo - Les Hunter, cestista statunitense (n. 1942)
- 27 marzo - Hamed Karoui, politico tunisino (n. 1927)
- 27 marzo - Vladimir Ljubomudrov, regista sovietico (n. 1939)
- 27 marzo - Ermes Polli, calciatore italiano (n. 1937)
- 27 marzo - Germano Proverbio, religioso e latinista italiano (n. 1924)
- 27 marzo - Manuel Usher, cestista e allenatore di pallacanestro uruguaiano (n. 1932)
- 28 marzo - Eugenio Bertoglio, ciclista su strada italiano (n. 1928)
- 28 marzo - John Callahan, attore statunitense (n. 1953)
- 28 marzo - Tom Coburn, politico e medico statunitense (n. 1948)
- 28 marzo - Grim Sleeper, serial killer statunitense (n. 1952)
- 28 marzo - William B. Helmreich, saggista e docente statunitense (n. 1945)
- 28 marzo - Jan Howard, cantante statunitense (n. 1929)
- 28 marzo - Lou A. Kouvaris, chitarrista statunitense (n. 1954)
- 28 marzo - Angelo Landi, politico italiano (n. 1923)
- 28 marzo - Per-Olof Lefwerth, cestista svedese (n. 1945)
- 28 marzo - Matteo Masiello, pittore italiano (n. 1933)
- 28 marzo - Raffaele Masto, scrittore, giornalista e conduttore radiofonico italiano (n. 1953)
- 28 marzo - Angelo Rottoli, pugile italiano (n. 1958)
- 28 marzo - Barbara Rütting, attrice tedesca (n. 1927)
- 28 marzo - David Schramm, attore statunitense (n. 1946)
- 28 marzo - Thomas Schäfer, politico tedesco (n. 1966)
- 28 marzo - Hertha Töpper, contralto austriaco (n. 1924)
- 28 marzo - Edoardo Vesentini, matematico e politico italiano (n. 1928)
- 28 marzo - Han Wallaart, cestista e allenatore di pallacanestro olandese
- 29 marzo - Philip Warren Anderson, fisico statunitense (n. 1923)
- 29 marzo - Attilio Bignasca, imprenditore e politico svizzero (n. 1943)
- 29 marzo - José Luis Capón, calciatore spagnolo (n. 1948)
- 29 marzo - Patrick Devedjian, avvocato e politico francese (n. 1944)
- 29 marzo - Joe Diffie, cantante statunitense (n. 1958)
- 29 marzo - Györgyi Hegedűs, cestista ungherese (n. 1938)
- 29 marzo - Paolo Paoletti, rugbista a 15, arbitro di rugby a 15 e attore teatrale italiano (n. 1952)
- 29 marzo - Krzysztof Penderecki, compositore e direttore d'orchestra polacco (n. 1933)
- 29 marzo - Arnau Puig i Grau, critico d'arte e sociologo spagnolo (n. 1926)
- 29 marzo - Ken Shimura, comico, attore e cantante giapponese (n. 1950)
- 30 marzo - Raffaele Ajello, storico e giurista italiano (n. 1928)
- 30 marzo - Wilhelm Burmann, ballerino tedesco (n. 1939)
- 30 marzo - Don Campbell, ballerino e coreografo statunitense (n. 1951)
- 30 marzo - Arianne Caoili, scacchista e cantante filippina (n. 1986)
- 30 marzo - Manōlīs Glezos, scrittore, politico e partigiano greco (n. 1922)
- 30 marzo - Ivo Mahlknecht, sciatore alpino e allenatore di sci alpino italiano (n. 1939)
- 30 marzo - Richard Maury, pittore statunitense (n. 1935)
- 30 marzo - Kwasi Owusu, calciatore ghanese (n. 1945)
- 30 marzo - Santo Rossi, cestista italiano (n. 1940)
- 30 marzo - Bill Withers, cantante e musicista statunitense (n. 1938)
- 30 marzo - Joachim Yhombi-Opango, politico e generale della Repubblica del Congo (n. 1939)
- 31 marzo - Julie Bennett, attrice televisiva e doppiatrice statunitense (n. 1932)
- 31 marzo - Gian Carlo Ceruti, dirigente sportivo italiano (n. 1952)
- 31 marzo - Michel Chodkiewicz, filosofo francese (n. 1929)
- 31 marzo - Pape Diouf, giornalista e procuratore sportivo senegalese (n. 1951)
- 31 marzo - Szabolcs Fazakas, politico ungherese (n. 1947)
- 31 marzo - Erika Grassi, cantante italiana
- 31 marzo - 'Abd al-Halim Khaddam, politico siriano (n. 1932)
- 31 marzo - Zoltán Peskó, direttore d'orchestra ungherese (n. 1937)
- 31 marzo - Wallace Roney, trombettista statunitense (n. 1960)
- 31 marzo - Giovanni Saracco, politico e urbanista italiano (n. 1932)